# USS South Dakota (BB-49)
USS South Dakota (BB-49) byla nedostavěná bitevní loď námořnictva Spojených států amerických. Měla to být první jednotka třídy South Dakota.

## Důvod k zrušení stavby
Námořní mocnosti jako např. Spojené státy americké, Japonsko, Itálie, Francie nebo Velká Británie se na Washingtonské konferenci dohodli, že na 10 let přestanou stavět válečné lodě. Tím pádem stavba lodí třídy South Dakota musela být zrušena a rozestavěné lodě byly prodány do šrotu.

## Výzbroj
Hlavní výzbroj měly tvořit 4 tříhlavňové střelecké věže s děly ráže 406 mm. Sekundární výzbroj tvořilo 16 děl ráže 152 mm. Dále zde měly být 4 kanóny ráže 76 mm a 2 torpédomety s torpédy, které na průměr měřily 533 mm.